# Acropora jacquelinae
Acropora jacquelinae är en korallart som beskrevs av Wallace 1994. Acropora jacquelinae ingår i släktet Acropora och familjen Acroporidae. Inga underarter finns listade i Catalogue of Life.